# 亞斯特雷巴茨山

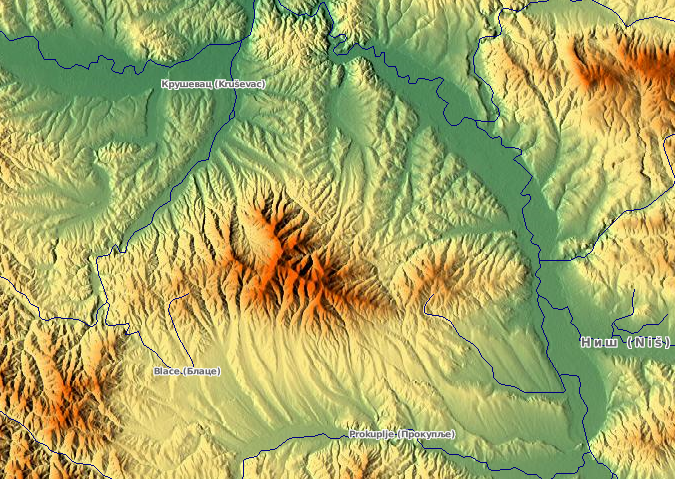
地形图

亞斯特雷巴茨山是塞爾維亞的山峰，位於該國南部，處於尼什、克魯舍瓦茨和普羅庫普列附近，屬於羅多彼山脈的一部分，海拔高度1,492米。